# Ginger Rogers
Virginia Katherine McMath (født 16. juli 1911, død 25. april 1995), bedre kendt som Ginger Rogers, var en amerikansk skuespiller og danser.

## Karriere
Hun debuterede på Broadway i 1929 i musicalen Top Speed. I 1930'erne var hun dansepartner med Fred Astaire i flere film så som; Top Hat, Swing Time og Skal vi danse.